# صموئيل باورز
صموئيل باورز (بالإنجليزية: Samuel Bowers)‏ هو عسكري أمريكي، ولد في 25 أغسطس 1924 في نيو أورلينز في الولايات المتحدة، وتوفي في 5 نوفمبر 2006 في Mississippi State Penitentiary ‏ في الولايات المتحدة بسبب نوبة قلبية.